# Euprymna scolopes
Euprymna scolopes is een inktvis die voorkomt in de Grote Oceaan. Hij wordt meestal aangetroffen in de kustwateren van de Hawaï-Eilanden en het eiland Midway. De typesoort is afkomstig van Hawaï en is te zien in het National Museum of Natural History in Washington, D.C..
E. scolopes groeit tot een 30 mm in mantellengte Als ze uit het eitje komen wegen ze 0,005 g na 80 dagen zijn ze volwassen en wegen ze tot 2,67 g.
E. scolopes voedt zich met garnaalachtigen zoals.Halocaridina rubra, Palaemon debilis, en Palaemon pacificus. In gevangenschap hebben ze het dier met succes gevoed met een dieet van aasgarnalen, Artemia salina, Gambusia affinis, Leander debilis, en Octopus cyanea.
E. scolopes is een prooi van de Hawaïaanse monniksrob (Monachus schauinslandi).

## Bioluminescentie
E. scolopes leeft in a symbiose met de bioluminescente bacterie Vibrio fischeri, die zich in een speciaal lichtgevend orgaan in de mantelholte bevindt. De bacteriën worden gevoed door een suiker en aminozuren oplossing afkomstig van de inktvis die op zijn beurt beschermd wordt. Het licht dat het orgaan geeft, wist als het ware de schaduw uit die de inktvis op de bodem werpt als hij bij maanlicht naar voedsel zoekt.